# Resposta MTV
Resposta MTV foi um programa exibido pela MTV Brasil em 1999 e 2000, de segunda a sexta às 19h. O programa consistia em atender aos pedidos de videoclipes, trechos de programas, entrevistas, matérias, pelo público, através de e-mails, cartas e também ligações telefônicas. As cartas mais criativas eventualmente ganhavam prêmios, o que incentivava os telespectadores a criar maquetes, caixas especiais, etc.
Quando estreou, o programa era apresentado pela VJ Sabrina Parlatore. Como ela também apresentava o Disk MTV e os dois programas eram ao vivo e apresentados em sequência, o mesmo estúdio era utilizado. Para diferenciar o cenário, o Resposta era apresentado em um canto do mesmo cenário do Disk MTV, onde também era realizado o programa Supernova MTV, com um puff prateado onde Sabrina ficava sentada apresentando o programa.
Com a saída de Sabrina da emissora, Chris Nicklas passou a apresentar tanto o Disk quanto o Resposta temporariamente. Ela então deu lugar à VJ estreante Silvinha Faro, contratada para substituir Sabrina no programa, enquanto Sarah Oliveira assumiu o comando do Disk.
O Resposta MTV apresentava também quadros especiais como:
- Pé da Letra: que exibida letras e traduções dos clipes na tela.

- Data Clip: que exibia junto aos clipes caixas informativas sobre a música, álbum, artista/banda/grupo, curiosidades dos bastidores do mesmo, da carreira e vida pessoal do interprete. Posteriormente, em 2001, foi exibido como um programa de meia hora na grade da emissora, substituindo o Resposta MTV.
- Clipes Gêmeos: exibia clipes que eram semelhantes no contexto, história, independente do estilo musical de seus interpretes.
- Clipe Mistério: de segunda à sexta-feira eram apresentadas informações sobre o interprete, música e clipe misterioso, uma espécie de charada musical, que a cada dia era acrescentado mais uma pequena informação. Os telespectadores que soubessem enviavam suas respostas para o programa e o clipe era exibido ao final de toda última edição da semana do programa e os nomes de quem adivinhou também.  [6]